# Incidente Vela

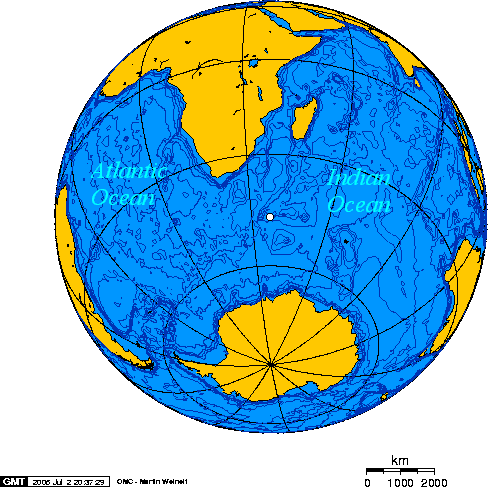
Localização estimada

O Incidente Vela foi um "flash duplo" de luz detectado por um satélite americano Vela em 22 de setembro de 1979, perto das Ilhas do Príncipe Eduardo, próximo da Antártida, que muitos acreditam ter sido resultado de uma explosão nuclear. A teoria mais comum é que o flash de luz teve origem numa explosão resultada de um teste nuclear secreto feito pelos governos de Israel e da África do Sul. O assunto ainda é extremamente controverso.
Embora "flashes duplos" de luz costumem ser um sinal característico de um teste de arma nuclear, também pode ter sido um sinal eletrônico espúrio gerado por um velho detector em um satélite velho, ou talvez um meteorito atingindo o satélite, os 41 flashes duplos anteriores detectados pelos satélites Vela foram causados por testes de armas nucleares. Nenhuma prova conclusiva foi publicada, como a presença de subprodutos nucleares no ar, de que realmente houve uma explosão nuclear. Pesquisas laboratoriais feitas por agências do governo dos Estados Unidos (como a NRL), chegaram a conclusão de que os flashes de luz não foram resultados de uma detonação nuclear. Ainda assim, muitos outros dados a respeito deste tema seguem confidenciais. Oficialmente, a causa do evento permanece desconhecida.

## Informações mais recentes
Em 2003, Stansfield Turner, diretor da Central Intelligence durante o governo Carter, afirmou que a detecção do Vela foi de um "fenômeno feito pelo homem". Em seu livro de 2006 On the Brink, o oficial de serviço clandestino aposentado da CIA, Tyler Drumheller, escreveu sobre sua missão de 1983-1988 na África do Sul:

Tivemos sucessos operacionais, principalmente em relação à capacidade nuclear de Pretória. Minhas fontes coletivamente forneceram evidências incontestáveis de que o governo do apartheid havia de fato testado uma bomba nuclear no Atlântico Sul em 1979, e que havia desenvolvido um sistema de entrega com a ajuda dos israelenses.
Em 2010, Jimmy Carter publicou seu Diário da Casa Branca. No verbete de 22 de setembro de 1979, ele escreveu: "Havia indicação de uma explosão nuclear na região da África do Sul - ou a África do Sul, Israel usando um navio no mar, ou nada". Em 27 de fevereiro de 1980, ele escreveu "Temos uma crença cada vez maior entre nossos cientistas de que os israelenses realmente realizaram um teste de explosão nuclear no oceano próximo ao extremo sul da África.
Algumas informações americanas relacionadas a este incidente foram desclassificadas na forma de relatórios e memorandos fortemente editados após solicitações de registros feitas de acordo com a Lei de Liberdade de Informação dos Estados Unidos; em 5 de maio de 2006, muitos desses documentos desclassificados foram disponibilizados por meio do Arquivo de Segurança Nacional. Um relatório de dezembro de 2016 por William Burr e Avner Cohen do National Security Archive e Nuclear Proliferation International History Project da George Washington University observou que o debate sobre o flash do Atlântico Sul mudou nos últimos anos, ao lado de um teste de arma feito pelo homem. O briefing do National Security Archive concluiu:

Um painel patrocinado pela Agência Central de Inteligência de cientistas respeitados concluiu que um flash misterioso detectado por um satélite US Vela sobre o Atlântico Sul na noite de 22 de setembro de 1979 era provavelmente um teste nuclear.
A pesquisa recém-lançada e o relatório subsequente foram amplamente baseados em documentos recentemente desclassificados em arquivos dos Arquivos Nacionais de Gerard C. Smith, um ex-embaixador e enviado especial para a não proliferação nuclear durante a presidência de Jimmy Carter. Smith disse uma vez: "Nunca fui capaz de me livrar da ideia de que o evento era uma operação conjunta entre Israel e a África do Sul." Os documentos citavam um relatório do Departamento de Estado dos Estados Unidos de junho de 1980, no qual o vice-diretor da Defense Intelligence Agency (DIA), Jack Varona, disse que a investigação americana que se seguiu foi uma "lavagem branca, devido a considerações políticas" baseadas em "evidências frágeis". Ele acrescentou que o "peso das evidências apontava para um evento nuclear" dados hidroacústicos analisados pelo Laboratório de Pesquisa Naval. Os dados, ele sugeriu, envolviam "sinais ... exclusivos de tiros nucleares em um ambiente marítimo" e provenientes da área de "águas rasas das Ilhas do Príncipe Eduardo, sudeste da África do Sul". Avner Cohen afirmou que "Agora, 40 anos depois, há um consenso científico e histórico de que foi um teste nuclear e que tinha que ser israelense." Em 2018, um novo estudo defendeu que o flash duplo era um teste nuclear.